# Time Flies... 1994-2009
Time Flies… 1994–2009 è il quinto album di raccolta del gruppo musicale britannico Oasis, pubblicato il 14 giugno 2010.
La pubblicazione della raccolta è avvenuta meno di un mese dopo l'annuncio da parte di Liam Gallagher della composizione di un nuovo gruppo, i Beady Eye; anche Noel Gallagher ha di lì a poco formato ufficialmente una propria band, i Noel Gallagher's High Flying Birds.
Il disco contiene tutti i 27 singoli pubblicati nel Regno Unito dal gruppo musicale di Manchester dal 1994 al 2009. Sono compresi nella raccolta anche Whatever e Lord Don't Slow Me Down, finora mai usciti su disco. Una versione deluxe del disco contiene tutti i 36 videoclip prodotti dalla band per promuovere i singoli e video tratti dall'esibizione alla Roundhouse di Londra del 21 luglio 2009.
La copertina ritrae una fotografia degli spettatori del concerto da record di Knebworth, tenuto dagli Oasis nell'agosto 1996.
L'album ha raggiunto la vetta alla classifica britannica degli album ad una sola settimana dall'uscita.

## Tracce
Disco 1
Testi e musiche di Noel Gallagher, tranne "Whatever" (di Noel Gallagher e Neil Innes) e "Songbird" e "I'm Outta Time" (di Liam Gallagher).
1. Supersonic – 4:44 – tratto da Definitely Maybe (1994)
2. Roll with It – 3:59 – tratto da (What's the Story) Morning Glory? (1995)
3. Live Forever – 4:36 – tratto da Definitely Maybe (1994)
4. Wonderwall – 4:19 – tratto da (What's the Story) Morning Glory? (1995)
5. Stop Crying Your Heart Out – 5:03 – tratto da Heathen Chemistry (2002)
6. Cigarettes & Alcohol – 4:51 – tratto da Definitely Maybe (1994)
7. Songbird – 2:08 – tratto da Heathen Chemistry (2002)
8. Don't Look Back in Anger – 4:50 – tratto da (What's the Story) Morning Glory? (1995)
9. The Hindu Times – 3:52 – tratto da Heathen Chemistry (2002)
10. Stand by Me – 5:59 – tratto da Be Here Now (1997)
11. Lord Don't Slow Me Down – 3:19 – Singolo non pubblicato su album (2007)
12. Shakermaker – 5:10 – tratto da Definitely Maybe (1994)
13. All Around the World – 9:41 – tratto da Be Here Now (1997)

Disco 2
1. Some Might Say – 5:29 – tratto da (What's the Story) Morning Glory? (1995)
2. The Importance of Being Idle – 3:41 – tratto da Don't Believe the Truth (2005)
3. D'You Know What I Mean? – 7:44 – tratto da Be Here Now (1997)
4. Lyla – 5:12 – tratto da Don't Believe the Truth (2005)
5. Let There Be Love – 5:26 – tratto da Don't Believe the Truth (2005)
6. Go Let It Out – 4:38 – tratto da Standing on the Shoulder of Giants (2000)
7. Who Feels Love? – 5:44 – tratto da Standing on the Shoulder of Giants (2000)
8. Little by Little – 4:53 – tratto da Heathen Chemistry (2002)
9. The Shock of the Lightning – 5:04 – tratto da Dig Out Your Soul (2008)
10. She Is Love – 3:13 – tratto da Heathen Chemistry (2002)
11. Whatever – 6:20 – Singolo non pubblicato su album (1994)
12. I'm Outta Time – 4:08 – tratto da Dig Out Your Soul (2008)
13. Falling Down – 4:27 – tratto da Dig Out Your Soul (2008)
14. Sunday Morning Call – 5:14 – traccia fantasma — tratto da Standing On the Shoulder of Giants (2000)

Disco 2 - Japan release version
1. Don't Go Away – 12:03 – comprende una traccia fantasma — tratto da Be Here Now (1997)

Disco 2 - United States release version
1. Champagne Supernova – 14:44 – comprende una traccia fantasma — tratto da (What's The Story) Morning Glory? (1995)

### Disco 3: video musicali
Il DVD contiene tutti i videoclip degli Oasis da "Supersonic" a "Falling Down" e i video delle versioni dal vivo di "Gas Panic!" e "Little by Little". Solo nell'edizione iTunes Deluxe sono presenti alcuni video registrati all'iTunes Live Festival, quelli di "Half the World Away" e "Slide Away". Sono contenute anche brevi clip in cui i membri della band commentano i video musicali.
1. Supersonic
2. Supersonic (US Version)
3. Shakermaker
4. Live Forever
5. Live Forever (US Version)
6. Cigarettes & Alcohol
7. Whatever
8. Some Might Say
9. Roll With It
10. Wonderwall
11. Don't Look Back In Anger
12. D'You Know What I Mean?
13. Stand By Me
14. All Around The World
15. Go Let It Out
16. Who Feels Love?
17. Sunday Morning Call
18. The Hindu Times
19. Stop Crying Your Heart Out
20. Little By Little
21. Songbird
22. The Importance Of Being Idle
23. Lord Don't Slow Me Down
24. The Shock Of The Lightning
25. I'm Outta Time
26. Falling Down
27. Rock 'n' Roll Star
28. Morning Glory
29. Champagne Supernova
30. Acquiesce (Live)
31. Don't Go Away
32. Where Did It All Go Wrong?
33. Gas Panic! (Live)
34. Little By Little (Live)
35. The Masterplan
36. Acquiesce

Bonus iTunes
1. Half the World Away (iTunes London Festival 2009)
2. Slide Away (iTunes London Festival 2009)

### Disco 4:iTunes Live: London Festival
Testi e musiche di Noel Gallagher, tranne "Songbird" e "I'm Outta Time" (di Liam Gallagher) e "I Am the Walrus" (di Lennon/McCartney).
1. Fuckin' in the Bushes
2. Rock 'n' Roll Star
3. Lyla
4. The Shock of the Lightning
5. Cigarettes & Alcohol*
6. Roll With It
7. Waiting for the Rapture
8. The Masterplan*
9. Songbird
10. Slide Away*
11. Morning Glory
12. My Big Mouth
13. Half the World Away
14. I'm Outta Time
15. Wonderwall
16. Supersonic*
17. Live Forever*
18. Don't Look Back in Anger
19. Champagne Supernova
20. I Am the Walrus

Tutte le tracce sono state registrate dal vivo alla Roundhouse di Londra nel corso dell'iTunes Festival 2009. Le tracce 1, 7, 12 e 20 sono disponibili solo nell'edizione iTunes Deluxe.
* = pubblicata anche nell'EP iTunes Festival 2009.

## Classifiche
| Classifica (2010)  | Posizione massima |
| ------------------ | ----------------- |
| Austria            | 22                |
| Belgio (Fiandre)   | 11                |
| Belgio (Vallonia)  | 22                |
| Danimarca          | 18                |
| Finlandia          | 45                |
| Germania           | 21                |
| Giappone           | 2                 |
| Grecia             | 1                 |
| Irlanda            | 3                 |
| Italia             | 7                 |
| Messico            | 48                |
| Nuova Zelanda      | 13                |
| Paesi Bassi        | 44                |
| Portogallo         | 15                |
| Regno Unito        | 1                 |
| Spagna             | 20                |
| Stati Uniti        | 131               |
| Stati Uniti (rock) | 40                |
| Svezia             | 44                |
| Svizzera           | 19                |